# David Milne-Home
David Milne-Home FRSE (nascut com David Milne, 1805, Inveresk, East Lothian - 1890, Milne-Graden) va ser un advocat, geòleg i meteoròleg escocès.
Milne va ser el junior defence counsel per al notori robador de tombes William Burke, i més tard serví com Advocate-Depute per a la Corona (Crown Office).
Milne i la seva esposa Jean Home (m. 1832) adoptaren el famós nom Home, quan ells heretaren les finques Wedderburn, Billie i Paxton el 1852.
Actualment se'l recorda pel seu treball sobre els terratrèmols. Com a secretari de la  British Association of the Advancement of Science Earthquakes Committee des de 1840 fins a 1845, publicà extensos informes sobre els eixams de terratrèmols a Comrie, Perthshire
Va ser Milne qui encunya el terme "sismòmetre" el 1841, per a descriure un instrument dissenyat per James David Forbes.